# Майнк, Вилли
Вилли Майнк (нем. Willi Meinck, 1 апреля 1914, Дессау, Германия — 7 апреля 1993, Циттау, Германия) — немецкий писатель.

## Жизнеописание
Родился в рабочей семье. С 1929 по 1933 год изучал ремесло наборщика и принимал участие в рабочем спортивном движении. После того, как национал-социалисты пришли к власти и арестовали нескольких членов семьи Вилле Майнка, в 1933 году он эмигрировал во Францию. Там Вилле работал докером в порту и пел на улицах. В 1934 году вернулся на родину. Работал на различных подручных работах, в частности как волонтер-наборщик в издательствах. В 1936 попытался уклониться от призыва на военную службу, выехав за границу, на этот раз в Венгрию. Его передали в Германию, и с 1938 года Майнк был санитаром в вермахте.
Приняв участие во Второй мировой войне и побывав в американском плену, Вилли Майнк в 1946 возвращается на родину. Попал в советскую зону оккупации, где работал учителем, а впоследствии руководителем педагогического училища. С 1950 он — редактор в школьном издательстве «Народ и знания». С 1955 года Майнк проживал как свободный писатель в Берлине, позже — в Циттау. В шестидесятых годах он пускался в далекие путешествия — прежде всего в Индию и Китай.
Работы Вилли Майнка — это в основном книги для детей и юношества, увлекательно написанные на исторические темы и широко читаемые в ГДР. Критики особенно хвалили его двухтомное сочинение о Марко Поло. Кроме того, писатель издал два автобиографических романы — «Скрытый свет» и «Вторая жизнь», а также книги с репортажами о своих путешествиях в Индию и Юго-Восточную Азию.

## Русские переводы
Майнк В. Удивительные приключения Марко Поло / Пер. с нем. Л. З. Лунгиной. — М.: Эпоха, 1993. — 304 с. — (Версия). — ISBN 5-85089-045-9.